# François-Marie Bouat
Pour les articles homonymes, voir Bouat.
François-Marie Bouat (1676 - 1726) était un marchand de fourrures, un lieutenant général au tribunal de la prévôté de Montréal (un juge) et le troisième seigneur de Terrebonne (le premier d'entre eux qui soit né en Nouvelle-France).

## Biographie

### Famille
François-Marie Bouat a été baptisé le 25 mars 1676 à Montréal. Il est le quatrième d'une famille de huit enfants. Son père Abraham tenait une auberge à Montréal, près de l'église paroissiale. À en croire les personnes présentes au mariage de ses parents (19 mars 1666), ces derniers s'étaient faits des amis influents : Gabriel de Queylus (le Supérieur du Séminaire), Flotart de Lescure, le chevalier de Pierre de Saint-Paul (seigneur de Lamothe et commandant de Montréal), Jeanne Mance, le major Zacharie Dupuy, ainsi qu'Hélène et François Picoté de Belestre.

### Traite des fourrures
Il se lance très jeune dans le commerce des fourrures. Il n'hésite pas à prendre des risques pour y réussir, et mal lui en prend : il se fait avoir à trafiquer de l'alcool (de l'eau-de-vie) avec les « Sauvages », et il est condamné en 1695. Jusqu'en 1709, il semble avoir parcouru les grandes routes de la traite des fourrures, par exemple aux Pays-d'en-Haut et dans le Pays des Illinois,.

### Mariage avec Madeleine Lambert
Étant de passage à Québec pour les affaires, il rencontre Marie-Madeleine Lambert Dumont, fille d'Eustache Lambert Dumont, ancêtre du futur seigneur des Mille-Îles. C'est dans cette ville qu'il l'épouse, le 7 juin 1700,.

### Carrière à Montréal
Mentionnons tout d'abord qu'à cette époque, c'est la Guerre de Succession d'Espagne (de 1702 à 1713 en Amérique du Nord). Le conflit se solde en 1713 par la cession de l'Acadie, à la suite des traités d'Utrecht. En Europe, un Bourbon obtient le contrôle du trône des Espagnes, pourvu qu'il renonce au trône de France. Le Royaume d'Espagne naît par la suite.
En 1709, Bouat a déjà deux enfants et son épouse en porte un troisième, et il laisse ses excursions dans l'arrière-pays pour une vie plus sédentaire. Le 20 avril 1709, il est nommé lieutenant du prévôt de la maréchaussée de Montréal. Ses fonctions consistent à faire régner l'ordre public à l'aide d'archers, mis à sa disposition. Il est également élu parmi les marguilliers de la paroisse.
En 1711, tout en restant dans la maréchaussée, il devient lieutenant particulier au tribunal de la juridiction royale de Montréal, et sa tâche consiste à seconder le lieutenant général Jacques-Alexis de Fleury Deschambault dans son rôle de juge royal au civil et au criminel.
En 1713, Bouat achète une esclave autochtone de la nation des Renards, capturée pendant l'une des Guerres des Renards par les alliés autochtones et vendue aux Français. Elle sera baptisée sous le nom de Marguerite le 21 septembre 1713,. 
Le 26 avril 1716, Bouat devient à son tour lieutenant général et exerce ses fonctions de juge royal jusqu'à sa mort. Toujours en 1716, une enquête de routine est faite sur sa vie et ses mœurs, et elle lui est favorable. Lorsqu'à sa mort, un remplaçant devra être choisi pour lui succéder dans sa fonction de lieutenant général, on dira de Bouat « qu'il n'en etoit point capable »,.

### Commerce illégal
Bien que juge, il poursuit ses activités dans le commerce, ce qui est interdit. Encore une fois, il se fait avoir alors qu'il tente d'expédier de la marchandise. L'incident survient alors que le gouverneur Philippe de Vaudreuil (le père du dernier gouverneur) ordonne que deux canots soient équipés afin d'aller à Détroit. Or, Bouat en prépare trois. Le gouverneur de Montréal, Ramezay, a vent de sa désobéissance et exige qu'il ne s'en tienne qu'aux ordres de Vaudreuil. Malgré cela, il persiste à tenter d'envoyer trois canots. Il est alors suspendu de sa fonction de juge et il est condamné à un mois de prison par un conseil de guerre en 1718. Pour se tirer de ce mauvais pas, il ne lui reste plus qu'à faire appel au roi. Il obtient pour ce faire l'appui de sa sœur Marguerite, qui fait valoir que le gouverneur de Montréal trouverait dans cette condamnation un prétexte pour exercer une vengeance.

### Seigneur d'un jour
N'étant plus juge, Bouat décide de devenir seigneur.
Le seigneur Dupré meurt le 13 juillet 1715, et sa veuve hérite des responsabilités de son mari. Finalement, madame Dupré décide de se défaire de la seigneurie, et le 1er octobre 1718, elle rencontre Bouat à Montréal pour procéder à la vente. Il verse la somme de 5 268 livres et 15 sols en monnaie de France en cartes au cours d'alors, et devient le nouveau seigneur de Terrebonne.
Peu de temps après (1 mois et 16 jours plus tard), il va à Québec, dans le salon de l'intendant Bégon, pour rendre foi et hommage à son suzerain, le roi Louis XV (qui est encore trop jeune pour régner), le jour du 17 novembre 1718. Il est « Tete nue et un genouil en terre », comme le veut la tradition. Il est tenu de fournir son aveu et dénombrement dans les quarante jours, afin de mettre à jour l'état dans lequel se trouve la seigneurie, mais il ne semble pas qu'il l'ait fait.
En juin 1720, le roi (ou plutôt, la régence), entérine le jugement du conseil de guerre à propos de Bouat, mais le rétablit comme juge, tout en le semonçant sur le fait que le poste qu'il occupait lui interdisait tout commerce direct ou indirect. Peine perdue : on sait que Bouat s'adonnera toujours au commerce en 1724, tout en étant juge.
Sitôt son poste de juge récupéré, il vend sa seigneurie le 2 septembre 1720 à un prêtre du nom de Louis Lepage, pour la somme de 10 000 livres en monnaie de France (que l'acheteur s'engage à payer dans les deux ans, et en attendant, elle est hypothéquée à Bouat),.

### L'incident du marché
En 1721, un incendie a lieu à Montréal autour de la place du marché, et 171 maisons sont détruites. À noter qu'il ne faut pas confondre cet incendie avec celui de 1734, célèbre pour le procès d'une esclave.
Quoi qu'il en soit, le gouverneur de Vaudreuil, présent sur les lieux, ordonne que le marché se tînt dorénavant à un endroit plus au nord de la ville, mais Bouat n'est pas d'accord et permet que le marché continue d'avoir lieu au même lieu qu'auparavant. Encore une fois, Bouat et le gouverneur se disputent.
Le gouverneur de Montréal, Claude de Ramezay, tente de faire exécuter l'ordre de Vaudreuil, mais Bouat décide d'aller à Québec pour informer l'intendant Bégon du litige. Bégon, qui nourrissait une rivalité à l'endroit de Vaudreuil, prend le parti de Bouat et soumet l'affaire au Conseil de la Marine, qui finit par trancher en leur faveur. C'est une victoire pour Bouat.

### Remariage avec Agathe Legardeur
Madeleine Lambert meurt en décembre 1722. Après huit mois de veuvage, il se remarie le 8 août 1723 avec Agathe Legardeur, fille du célèbre Pierre Legardeur, premier seigneur de Repentigny.
Une anecdote à son sujet mérite d'être relatée. En effet, elle joue un rôle dans une légende québécoise, la légende du Chien d'or. Un petit neveu, Pierre-Jean-Baptiste-François-Xavier Legardeur de Repentigny, qui est officier et en quête d'un logis à Québec, est grossièrement insulté par Nicolas Jacquin dit Philibert, justement dans la maison qu'il convoitait. Legardeur lui transperce alors le corps de son épée, et Philibert en meurt le lendemain. Legardeur fuit, mais il est rattrapé, puis jugé et condamné à avoir la tête tranchée. Toutefois, il est gracié et doit payer à la place une amende à la veuve de Philibert, d'une somme de 8 675 livres et 10 sols. Legardeur est incapable de payer cette somme, mais ce serait un grand déshonneur de ne pas y parvenir. Il obtient l'aide financière de ses tantes, Agathe Legardeur de Repentigny (qui est alors veuve de Bouat), et Marie-Catherine Legardeur de Repentigny. Cette histoire a aussi été l'objet d'un roman de William Kirby, un écrivain canadien-anglais,.

### Colonel
Peu de temps avant sa mort, Bouat est promu « Colonel de touttes les Milices de la Ville et Gouvernement de Montreal pour commander a touttes les compagnies tant de la ditte ville que des bourgs et villages dependants du dit Gouvernement ».

### Décès
Bouat meurt en mai 1726, et il est inhumé le 18 mai 1726.